# 楊金秀
楊金秀（よう きんしゅう、拼音: Yáng Jīnxiù、1927年6月24日 - 2017年7月13日）は、ミャンマー・コーカンの軍閥リーダーのひとりである。同地の伝統的首長である楊振材の妹であり、オリーブ・ヤン（Olive Yang）の名前でも知られる。

## 生涯

### 生い立ち
1927年6月24日、イギリス領ビルマ・シャン連合州コーカンの炸地林で、10人きょうだいのひとりとして誕生する。父親はコーカン土司の楊文炳、母親は雲南省臨滄市鎮康県の名望家一族の子女であった。子供の頃から個性が強く、勝ち気であった。親族の話によれば、金秀は幼少期から伝統的なジェンダー規範に抵抗をしめしており、纏足を拒否し、男装を好んだ。4歳のときから銃を扱うことを覚え、学校に銃を携帯していったこともあったという。ラーショーの守護天使女子修道院付属学校（英語: Guardian Angel's Convent School）で教育を受けた。

### コーカン支配者として
1942年3月、日本軍のコーカン侵攻にともない、文炳はコーカン自衛隊（中国語: 果敢自卫队）を設立した。しかし、1ヶ月あまりの苦戦ののち、自衛隊は雲南省保山への撤退を余儀なくされ、楊一族はインドに退避した。中国遠征軍が第2次遠征を経て勝利をおさめたのち、イギリスにより楊一族はコーカン支配者の地位を取り戻した。1945年から1959年までの14年間は、金秀の兄である振材が政務をとりおこなった。金秀は、このころより父兄の寵愛を頼りとして、政治にかかわりはじめた。
1940年代から50年代にかけて、金秀はコーカンで学校を運営し、若年者を無料で通わせたほか、中華民国国軍の将官を招聘し、軍事教育班を設立した。のちに「果敢王」として知られるようになる彭家声、麻薬王（中国語: 毒枭）の羅星漢、コーカン第1特区事務総長の劉国璽らはこの学校の学生であった。
1950年代から60年代中葉にかけて、金秀はコーカン人民防衛隊（Kokang Kakweye）の司令官であった。金秀はアヘンおよび金密輸の重要人物であった。ビルマ政府はコーカンに流入してきた中華民国国軍残党（泰緬孤軍）を排除するため、金秀と手を組んだ。1953年にこの取り組みは成功するも(p104)、金秀はミャンマーに流入した国民党軍残党と協力しながら、黄金の三角地帯にアヘン貿易ルートを確立させた。冷戦初期、ビルマにおける共産主義の蔓延を防ぐため、アメリカ中央情報局（CIA）は金秀の軍閥に資金援助をおこなった。1953年、金秀と副官の羅星漢は、タイ国境からビルマに戻る際に当局の監聴をうけた。彼らは国民党兵士の不法入国を手助けしたとして、マンダレーの刑務所に5年間収監された。
1959年、コーカンにおける楊一族の世襲統治は終焉をむかえ、その権力は地方議会に移譲された。しかし、金秀は、国民党の後ろ盾をもとに、コーカンにおける事実上の支配者として、権勢を誇った。コーカンにビルマ政府の統治を行き渡らせるべく、1962年、金秀は兄弟であり、当時ラングーンで議員をつとめていた振声とともに逮捕された。インセイン刑務所に6年間収監され、その後はヤンゴンの邸宅で暮らした。

### 晩年
1980年代後半、金秀はキン・ニュンに登用され、ミャンマー政府と反政府組織の停戦交渉の仲介に関わった。晩年には僧侶になっていたと伝えられる。2003年、持病を患ったことを契機としてコーカンに戻り、2017年にムセの病院で亡くなった。

## 私生活
1948年、金秀は、タマイン領主・段一族のSao Wenと結婚した。金秀の妹であるジュディ・ヤンによれば、金秀は初夜に尿瓶を投げつけたといい、彼は金秀のことを恐れた。1950年までに、金秀は息子である吉卜（拼音: Jíbǔ）をもうかった。この名前は、金秀が戦時中に昆明でみたアメリカ製のジープに由来する。子どもの出産後、2人は別居した。
また、金秀は、ビルマの歌手・女優であるワーワーウィンシュエ、ミス・ビルマであり、カレン民族解放軍の戦闘員でもあったルイザ・ベンソン・クレイグと肉体関係を持っていた。金秀は一般にバイセクシャルであったと考えられているが、金秀の性的指向が男性に向いていたかどうかは不明瞭である。晩年、金秀は自分を「オリーブおじさん（Uncle Olive）」と呼ばせることを好んでおり、Gabrielle Paluchは、彼女の性自認が男性であった可能性を示唆している。